# 마지막 여름 (2007년 영화)
《마지막 여름》(De laatste zomer, The Last Summer)은 벨기에에서 제작된 주스트 비난트 감독의 2007년 코미디, 멜로/로맨스 영화이다. 브람 반 아웃트리브 등이 주연으로 출연하였다.

## 출연

### 주연
- 브람 반 아웃트리브
- 질 드 슈리이버

### 조연
- 로브레트 밴든 소렌
- 로라 베린덴
- 셀린느 버비크